# Sven Knudsen
Sven Knudsen (Kopenhagen, 22 februari 1892 - 8 maart 1968) was een Deens voetballer die bij voorkeur speelde als aanvaller.   

## Carrière
Knudsen is geboren in Kopenhagen waar hij is begonnen te voetballen bij Akademisk BK. Knudsen maakte zijn debuut in Denemarken voetbaleftal in 1913. Hij heeft 8 wedstrijden gespeeld en 3 doelpunten gescoord voor zijn nationale ploeg. Knudsen beeindigt zijn voetbalcarrière in 1924. 
Knudsen overleed op 8 maart 1968.